# Naupactus

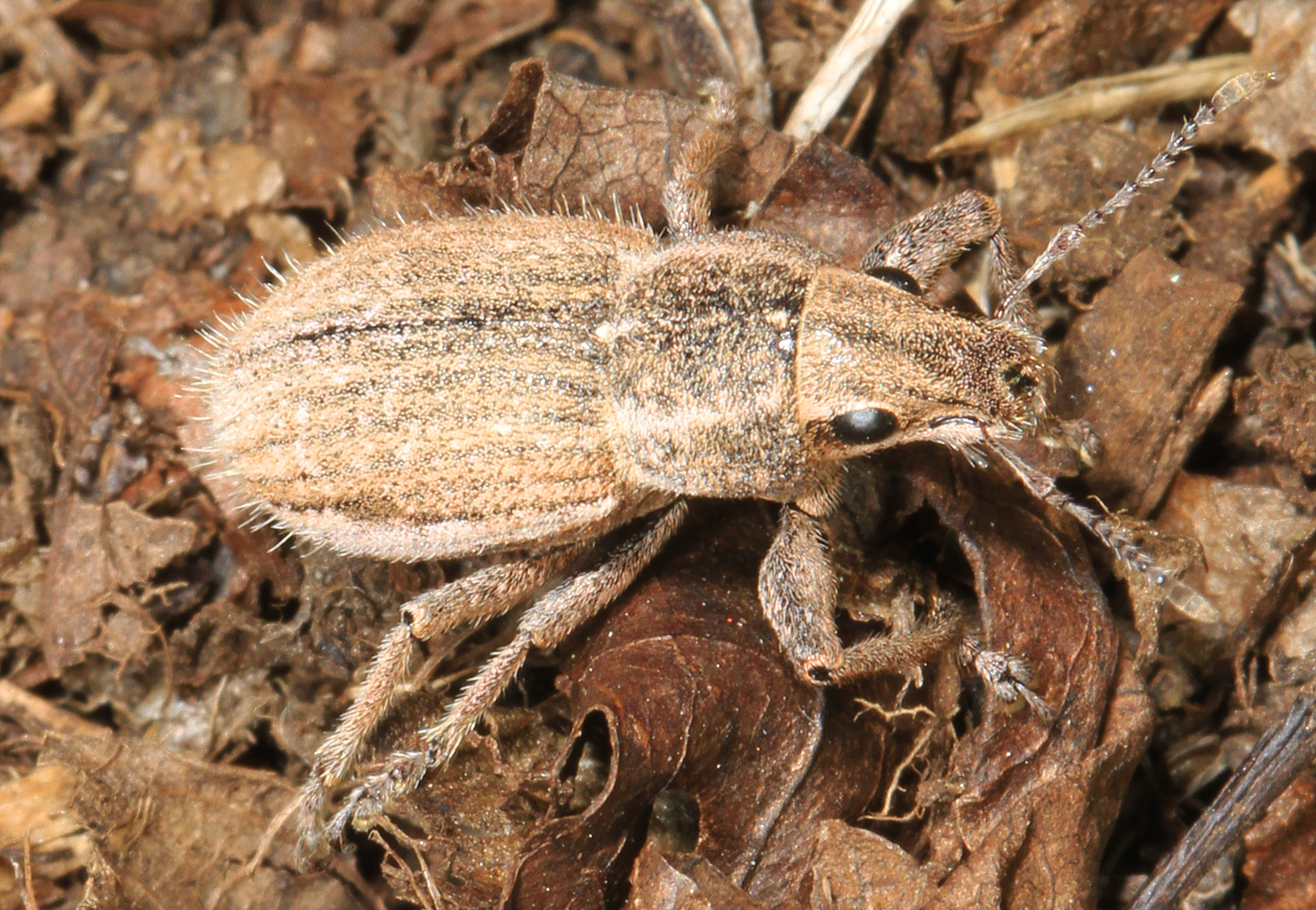
Naupactus leucoloma

Naupactus es un género de gorgojos (familia Curculionidae). Muchas especies son plagas, tanto las larvas como los adultos. El género es nativo de las Américas desde México a Argentina; la mayor diversidad de especies se encuentra en Brasil. Varias especies han sido introducidas a los Estados Unidos y Nueva Zelanda.
Algunos Naupactus tienen alas bien desarrollads, otros las tienen rudimentarias o totalmente ausentes y no vuelan. Las hembras tienen un ovipositor flexible con el que depositan huevos en grietas y ranuras en el suelo, entre las hojas, bajo los sépalos o en los frutos de las plantas. Las larvas emergen del suelo o caen a él cuando emergen. Se alimentan de raíces. En los citrus dañan las raíces y también introducen patógenos como Phytophthora que pueden causar mayor daño. La longitud del período larvario varía según la especie y las condiciones de temperatura y nutrientes disponibles. Los adultos se alimentan de follaje.
Algunas especies se reproducen por partenogénesis, las larvas emergen de huevos no fertilizados, y los machos de algunas especies no se conocen.
Hay por lo menos 150 especies en el género.